# 112340 Davidegaddi
112340 Davidegaddi è un asteroide della fascia principale. Scoperto nel 2002, presenta un'orbita caratterizzata da un semiasse maggiore pari a 2,6898386 au e da un'eccentricità di 0,0884150, inclinata di 3,90071° rispetto all'eclittica.